# Höheinöd

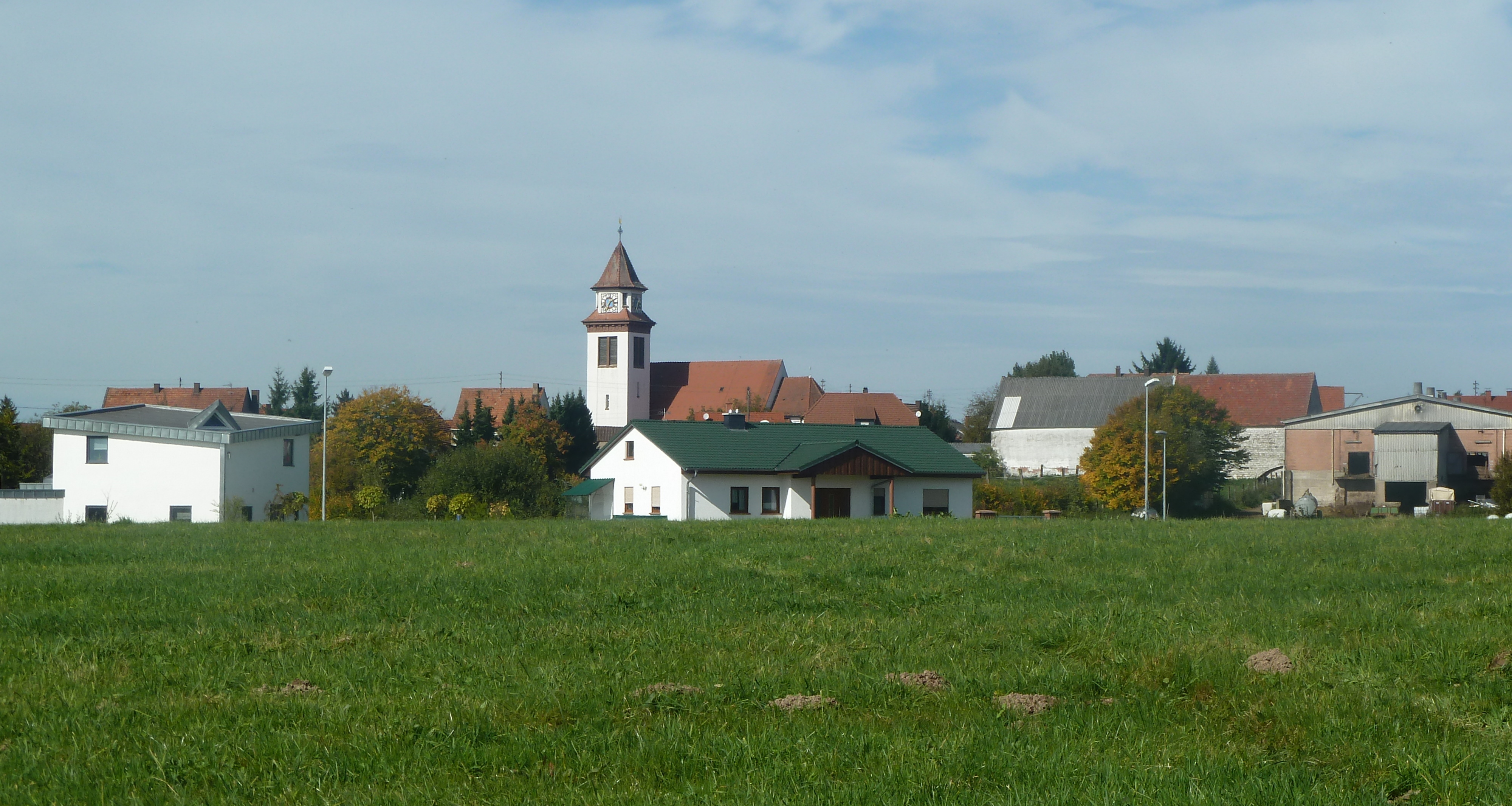
Ortsbild von Höheinöd

Höheinöd ist eine Ortsgemeinde im Landkreis Südwestpfalz in Rheinland-Pfalz. Sie gehört der Verbandsgemeinde Waldfischbach-Burgalben an, in der sie mit Einwohnerzahl und Fläche die viertgrößte Ortsgemeinde ist.

## Geographie

### Lage
Der Ort liegt auf der Sickinger Höhe. Im Norden befindet sich Hermersberg, im Osten Waldfischbach-Burgalben und südlich liegt Thaleischweiler-Fröschen. Im Süden des Gemeindegebiets befindet sich die Rieslochklamm. Zu Höheinöd gehört zusätzlich der Wohnplatz Steinerbrücke.

### Gewässer
Im Süden reicht die Gemarkung bis an den Schwarzbach heran. Der Schauerbach bildet im Norden und Osten Großteils die Gemarkungsgrenze zu Schauerberg und Herschberg. Auf gesamter Länge innerhalb des Gemeindegebiets befindet sich außerdem der Altenbach, der am nördlichen Siedlungsrand entspringt und von links in den Schauerbach mündet.

## Geschichte

### Mittelalter
Die älteste erhaltene Erwähnung von Höheinöd stammt von 1295. Das Dorf war ein zwischen den Grafschaften Zweibrücken-Bitsch und Leiningen-Dagsburg gemeinsames Kondominat. In Zweibrücken-Bitsch gehörte es zum Amt Lemberg und dort zur Amtsschultheißerei Fröschen.

### Frühe Neuzeit
1570 verstarb Graf Jakob von Zweibrücken-Bitsch (1510–1570) als letztes männliches Mitglied seiner Familie. Das Amt Lemberg erbte seine Tochter, Ludovica Margaretha von Zweibrücken-Bitsch, die mit dem (Erb-)Grafen Philipp (V.) von Hanau-Lichtenberg verheiratet war. Ihr Schwiegervater, Graf Philipp IV. von Hanau-Lichtenberg, gab durch die sofortige Einführung des lutherischen Bekenntnisses dem streng römisch-katholischen Herzog Karl III. von Lothringen Gelegenheit, militärisch zu intervenieren, da dieser die Lehnshoheit über die ebenfalls zum Erbe gehörende Herrschaft Bitsch besaß. Im Juli 1572 besetzten lothringische Truppen die Grafschaft. Da Philipp IV. der lothringischen Übermacht nicht gewachsen war, wählte er den Rechtsweg. Beim anschließenden Prozess vor dem Reichskammergericht konnte sich Lothringen hinsichtlich der Herrschaft Bitsch durchsetzen, das Amt Lemberg dagegen – und somit ebenfalls der hanau-lichtenbergische Teil von Höheinöd – wurde der Grafschaft Hanau-Lichtenberg zugesprochen.
1736 starb mit Graf Johann Reinhard III. der letzte männliche Vertreter des Hauses Hanau. Aufgrund der Ehe seiner einzigen Tochter, Charlotte (1700–1726), mit dem Erbprinzen Ludwig (VIII.) (1691–1768) von Hessen-Darmstadt fiel die Grafschaft Hanau-Lichtenberg – und damit auch der Hanauer Anteil an Höheinöd – nach dort. Der bis 1791 Leining’sche Anteil gehörte anschließend denen von Sickingen.

### Entwicklung ab 1800
Im Zuge der Französischen Revolution wurde 1794 das linke Rheinufer im Ersten Koalitionskrieg besetzt. Höheinöd wurde französisch.
1798 bis 1814, als die Pfalz Teil der Französischen Republik (bis 1804) und anschließend Teil des Napoleonischen Kaiserreichs war, war Hocheinöd – so die damalige Bezeichnung – in den Kanton Waldfischbach im Departement Donnersberg eingegliedert und besaß eine eigene Mairie.
Aufgrund der auf dem Wiener Kongress getroffenen Vereinbarungen kam das Gebiet im Juni 1815 zunächst zu Österreich und wurde 1816 auf der Grundlage eines Staatsvertrags an das Königreich Bayern abgetreten. Es gehörte zum Rheinkreis, der späteren Pfalz. Unter der bayerischen Verwaltung gehörte die Gemeinde von 1817 an zum Landkommissariat Pirmasens im Rheinkreis, das 1862 zum Bezirksamt Pirmasens wurde.
1939 wurde Höheinöd in den Landkreis Pirmasens (ab 1997 Landkreis Südwestpfalz) eingegliedert. Nach dem Zweiten Weltkrieg wurde die Gemeinde innerhalb der französischen Besatzungszone Teil des Regierungsbezirks Pfalz im damals neu gebildeten Land Rheinland-Pfalz. Im Zuge der ersten rheinland-pfälzischen Verwaltungsreform wurde die Gemeinde 1972 der neugeschaffenen Verbandsgemeinde Waldfischbach-Burgalben zugeordnet.

## Bevölkerung

### Einwohnerentwicklung
Die Entwicklung der Einwohnerzahl von Höheinöd, die Werte von 1871 bis 1987 beruhen auf Volkszählungen:
| Jahr | Einwohner |
| ---- | --------- |
| 1815 | 675       |
| 1835 | 798       |
| 1871 | 755       |
| 1905 | 934       |
| 1939 | 1.233     |
| 1950 | 1.369     |
| 1961 | 1.480     |

| Jahr | Einwohner |
| ---- | --------- |
| 1970 | 1.564     |
| 1987 | 1.416     |
| 1997 | 1.352     |
| 2005 | 1.258     |
| 2011 | 1.243     |
| 2017 | 1.248     |
| 2023 | 1.185     |

### Religion
2013 waren 61,1 % der Einwohner evangelisch und 24,4 % katholisch. Die übrigen gehörten einer anderen Religion an oder waren konfessionslos. Innerhalb des örtlichen Friedhofs existiert seit 1905 außerdem ein jüdischer Friedhof.

## Politik

### Gemeinderat
Der Gemeinderat in Höheinöd besteht aus 16 Ratsmitgliedern, die bei der Kommunalwahl am 9. Juni 2024 in einer personalisierten Verhältniswahl gewählt wurden, und dem ehrenamtlichen Ortsbürgermeister als Vorsitzendem.
Die Sitzverteilung im Gemeinderat:
| Wahl | SPD               | CDU               | FWG               | WGR               | Gesamt   |
| ---- | ----------------- | ----------------- | ----------------- | ----------------- | -------- |
| 2024 | 9                 | 7                 | –                 | –                 | 16 Sitze |
| 2019 | per Mehrheitswahl | per Mehrheitswahl | per Mehrheitswahl | per Mehrheitswahl | 16 Sitze |
| 2014 | 10                | –                 | 6                 | –                 | 16 Sitze |
| 2009 | 9                 | 2                 | 3                 | 2                 | 16 Sitze |
| 2004 | 7                 | 3                 | 3                 | 3                 | 16 Sitze |

### Bürgermeister
Mike Mangold (SPD) wurde am 27. August 2024 Ortsbürgermeister von Höheinöd. Bei der Direktwahl am 9. Juni 2024 war er als einziger Bewerber mit einem Stimmenanteil von 83,6 % für fünf Jahre gewählt worden.
Mangolds Vorgänger Lothar Weber (SPD) hatte das Amt von 2004 bis 2024 inne. Zuletzt bei der Direktwahl am 26. Mai 2019 war er mit einem Stimmenanteil von 80,12 % in seinem Amt bestätigt worden.

### Wappen
| Wappen von Höheinöd | Blasonierung: „In geviertem Schild oben rechts in Blau ein rotbewehrter silberner Adler, oben links in Gold ein blaubewehrter und -bezungter roter Löwe, unten rechts in Gold drei rote Sparren, unten links in Schwarz fünf silberne Bollen 2:1:2.“ |
| Wappen von Höheinöd | Es wurde 1962 vom Mainzer Innenministerium genehmigt. |

## Kultur

### Kulturdenkmäler

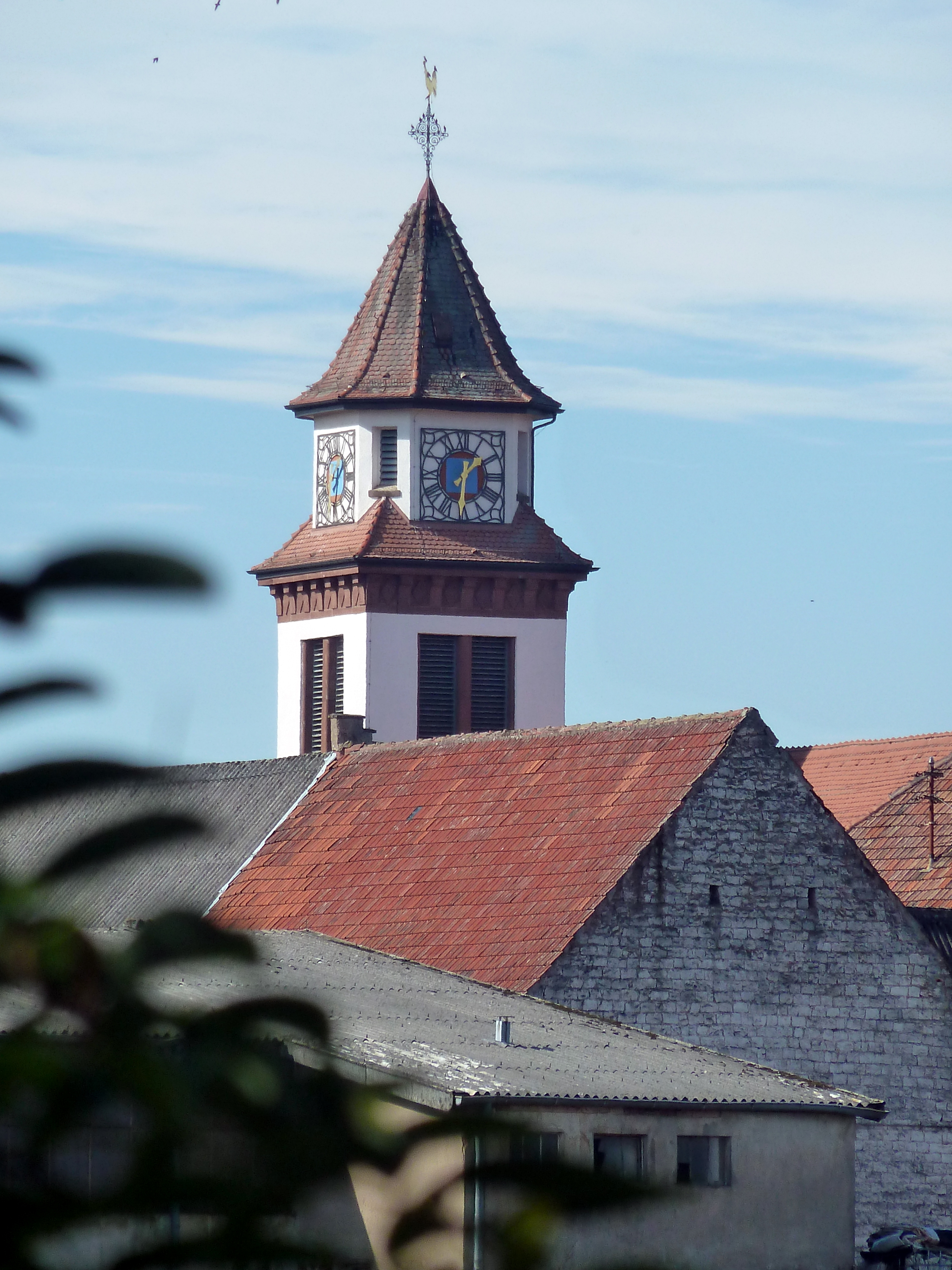
Turm der denkmalgeschützten evangelischen Kirche

Im Ort befinden sich insgesamt neun Objekte, die unter Denkmalschutz stehen.

### Natur
Einziges Naturdenkmal im Ort ist die Sommerlindenallee. Die Apfelsorte Grasblümchen stammt ursprünglich unter anderem aus dem Gebiet von Höheinöd.

## Wirtschaft und Infrastruktur

### Wirtschaft
Seit 2006 existiert auf der Gemeindegemarkung der Windpark Höheinöd.

### Verkehr
Durch den Ort führt die Landesstraße 474, die eine Verbindung nach Pirmasens und Hermersberg herstellt. Über die nahegelegene Auffahrt Höheinöd der A 62 besteht Anschluss an den Fernverkehr. Die von letzterer passierte Schwarzbachtalbrücke befindet sich teilweise auf der Gemarkung von Höheinöd.

### Tourismus
Durch Höheinöd verlaufen der mit einem gelben Balken markierte Fernwanderweg Saar-Rhein-Main und ein solcher, der mit einem blauen Punkt gekennzeichnet ist und eine Verbindung mit Hauptstuhl sowie Leimen herstellt.

## Persönlichkeiten
- Ralf Appel (* 1971), Schachspieler, gewann in den Jahren 1997 und 1998 das in Höheinöd ausgetragene Dr. Wagner Gedächtnisturnier.